# Pterostichus infernalis
Pterostichus infernalis är en skalbaggsart som beskrevs av Hatch. Pterostichus infernalis ingår i släktet Pterostichus och familjen jordlöpare. Inga underarter finns listade i Catalogue of Life.